# Peter Graves (aktor)

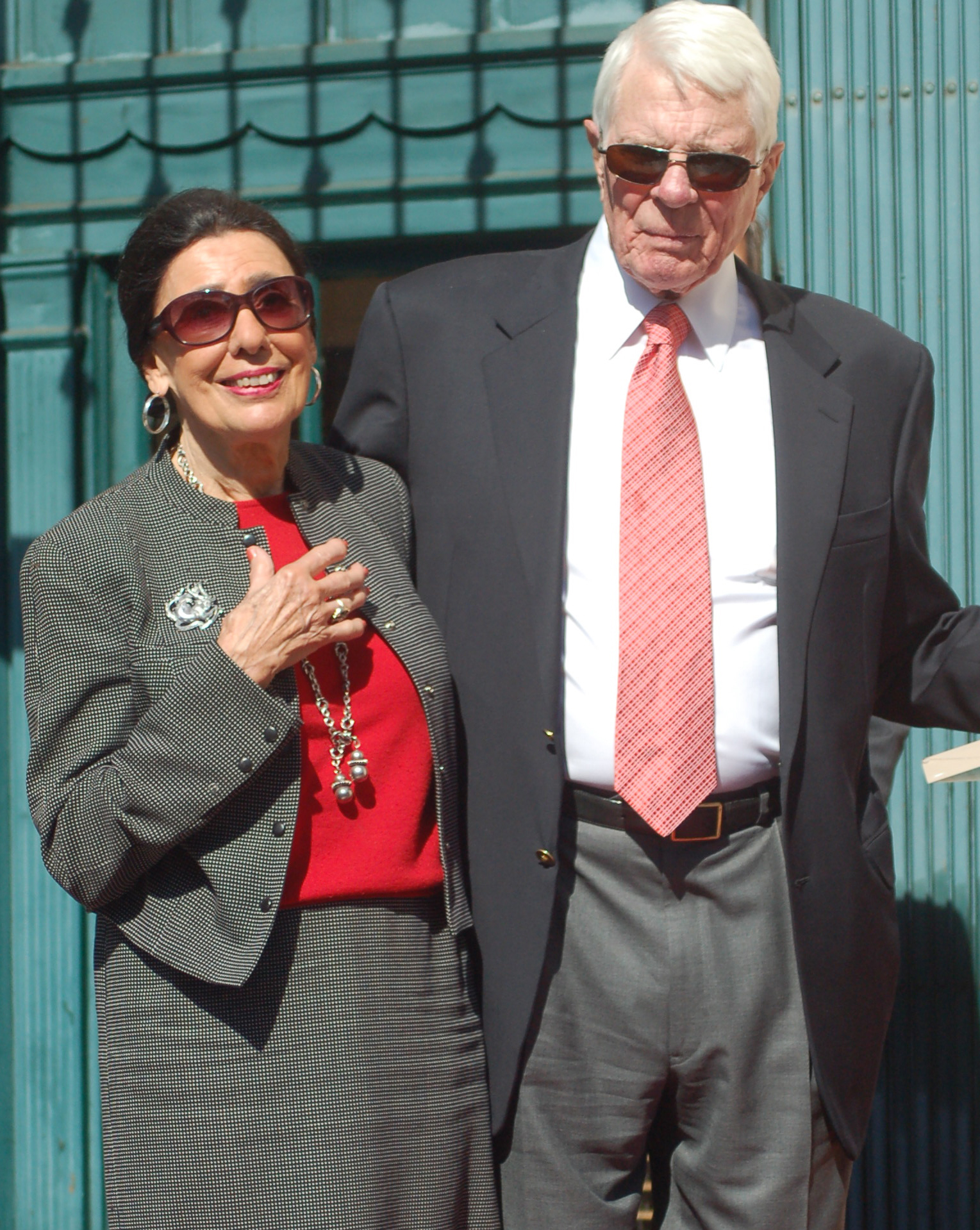
Peter Graves z żoną Joan Endress (2009)

Peter Graves, właśc. Peter Duesler Aurness (ur. 18 marca 1926 w Minneapolis, zm. 14 marca 2010 w Los Angeles) – amerykański aktor filmowy, teatralny i telewizyjny.

## Życiorys
Występował w roli Jamesa „Jima” Phelpsa w serialu Mission: Impossible (1967–1973) i kontynuacji tego serialu z roku 1988, za którą w 1971 zdobył Złoty Glob. Jego bratem był aktor James Arness (1923–2011). W 1962 zadebiutował na Broadwayu.
W 2009 otrzymał własną gwiazdę w Alei Gwiazd w Los Angeles znajdującą się przy 6667 Hollywood Boulevard.

## Filmografia

### Filmy
- 1953: Stalag 17 jako sierżant Frank Price
- 1955: Noc myśliwego jako Ben Harper
- 1979: Koła śmierci (TV) jako porucznik Haller
- 1980: Czy leci z nami pilot? jako kapitan Clarence Oveur
- 1982: Spokojnie, to tylko awaria jako kapitan Clarence Oveur
- 1993: Rodzina Addamsów II jako gospodarz
- 1999: Dom na Przeklętym Wzgórzu w roli samego siebie
- 2002: Faceci w czerni II w roli samego siebie
- 2003: Looney Tunes znowu w akcji jako gospodarz filmu o obronie cywilnej

### Seriale
- 1967–1973: Mission: Impossible jako Jim Phelps
- 1978: Statek miłości jako ks. Gerald Whitney
- 1983: Wichry wojny jako Palmer „Fred” Kirby
- 1984: Napisała: Morderstwo jako Edmund Gerard
- 1988: Wojna i pamięć jako Palmer Kirby
- 1988–1990: Mission: Impossible jako Jim Phelps
- 1991: Złotka jako Jerry Kennedy
- 1995: Prawo Burke’a jako generał Aleksander Prescott
- 1996–2007: Siódme niebo jako John „Pułkownik” Camden
- 2005: Dr House jako Myron
- 2006: Dowody zbrodni jako Anton Bikker
- 2007: Amerykański tata jako pan Pibb (głos)